# Cricula sumatrensis
Cricula sumatrensis är en fjärilsart som beskrevs av Jordan 1939. Cricula sumatrensis ingår i släktet Cricula och familjen påfågelsspinnare. Inga underarter finns listade i Catalogue of Life.